# Kristi Noem
Kristi Lynn Arnold Noem (nacida Kristi Lynn Arnold; Watertown, Dakota del Sur; 30 de noviembre de 1971) es una política estadounidense. Es la secretaria de Seguridad Nacional de los Estados Unidos desde el 25 de enero de 2025 bajo la segunda presidencia de Donald Trump.
Miembro del Partido Republicano, sirvió anteriormente en la Cámara de Representantes de Dakota del Sur desde 2007 hasta 2011 y como representante de los Estados Unidos para el distrito congresional en general de Dakota del Sur desde 2011 hasta 2019. Fue gobernadora de Dakota del Sur desde 2019 hasta 2025, siendo la primera mujer en el cargo.

## Primeros años y educación
Noem nació como Kristi Lynn Arnold, hija de Ron y Corinne Arnold, el 30 de noviembre de 1971 en Watertown, Dakota del Sur, y se crio con sus hermanos en el rancho y la granja familiar en el condado de Hamlin. Tiene ascendencia noruega. En 1990, Noem se graduó de la escuela secundaria de Hamlin y fue coronada Reina de las Nieves de Dakota del Sur. Su padre murió en un accidente de maquinaria agrícola en 1994.
Noem asistió a la Universidad Estatal del Norte de 1990 a 1994, pero no se graduó. Su hija, Kassidy, nació el 21 de abril de 1994. Noem dejó la universidad prematuramente para encargarse de la granja familiar. Añadió un pabellón de caza y un restaurante a la propiedad familiar. Sus hermanos también regresaron para ayudar a expandir los negocios.
Posteriormente, Noem tomó clases en el campus de Watertown del Mount Marty College y en la Universidad Estatal de Dakota del Sur, y clases en línea de la Universidad de Dakota del Sur. Obtuvo el grado en Ciencias Políticas en 2012 mientras se desempeñaba como representante de los Estados Unidos. The Washington Post la apodó la "pasante más poderosa" del Capitolio por haber recibido créditos de pasantía universitaria por su puesto como miembro del Congreso.

## Cámara de Representantes de los Estados Unidos
Noem es la cuarta mujer en representar a Dakota del Sur en el Congreso de los EE. UU.
Noem en su primer año y el congresista Tim Scott de Carolina del Sur, fueron elegidos por aclamación de la clase republicana de la Cámara de Representantes de 2011 para ser coordinadores del liderazgo republicano de la Cámara, convirtiendo a Noem en la segunda mujer miembro del liderazgo de la Cámara GOP. Según The Hill, el rol de Noem consistió en presionar al liderazgo para que redujera significativamente el gasto del gobierno federal y para ayudar al presidente John Boehner a manejar las expectativas de la clase de primer año. En marzo de 2011, el congresista republicano Pete Sessions de Texas nombró a Noem uno de los doce directores regionales del Comité Congresional Nacional Republicano durante la campaña electoral de 2012.

## Gobernadora de Dakota del Sur

### Elecciones gubernamentales de 2018
El 14 de noviembre de 2016, anunció que no buscaría la reelección al Congreso, sino que se postularía para gobernadora de Dakota del Sur en 2018. Ella derrotó al actual fiscal general de Dakota del Sur Marty Jackley en la primaria del 5 de junio. Ella ganó las elecciones del 56% al 44%. Noem fue nominada el 5 de enero de 2019 como la primera mujer gobernadora en la historia de Dakota del Sur.

### Elecciones gubernamentales de 2022
En noviembre de 2021, Noem anunció que se postularía para la reelección como gobernadora. El representante estatal republicano Steven Haugaard anunció que se postularía contra Noem. En febrero de 2022, el líder de la minoría demócrata de la Cámara de Representantes, Jamie Smith, anunció que buscaba la nominación demócrata. En las primarias republicanas de junio, Noem derrotó a Haugaard por un 76% frente a un 24%. En las elecciones generales, derrotó a Smith por un 62% frente a un 35%. A pesar de las predicciones de una contienda reñida, Noem ganó 17 condados que previamente habían votado por los demócratas y estableció el récord de la mayor cantidad de votos recibidos por un candidato a gobernador de Dakota del Sur.

## Ministerio de Seguridad Nacional de los Estados Unidos
Siendo Noem la ministra, se encontraba en abril de 2025 en un restaurante de Washington D. C., con sus nietos, cuando le hurtaron la cartera, que contenía efectivo, su celular, e incluso una placa de identificación policíaca.  El presunto ladrón, arrestado una semana más tarde, resultó ser Mario Bustamante Leiva, un chileno quien se encontraba ilegalmente en los Estados Unidos.  Bustamente había antiguamente sido un carterista en Londres.  En la prensa inglesa se reportó al chileno con el apellido "Leyva", donde fue sentenciado, amén de por carterismo, por robo e invasión de morada.  En la prensa chilena destacaron que Chile podría perder el derecho al ingreso sin visa debido a la práctica del turismo delictual.